# Liste der Monuments historiques in Fréville (Vosges)
Die Liste der Monuments historiques in Fréville führt die Monuments historiques in der französischen Gemeinde Fréville auf.

## Liste der Immobilien
| Bezeichnung | Beschreibung                     | Standort           | Kennzeichnung | Schutzstatus | Datum | Bild |
| ----------- | -------------------------------- | ------------------ | ------------- | ------------ | ----- | ---- |
| Wegekreuz   | Stein, Ende des 16. Jahrhunderts | Rue du Haut (Lage) | PA00107171    | Classé       | 1908  |      |